# Baryconus carinatus
Baryconus carinatus är en stekelart som först beskrevs av Cameron 1912.  Baryconus carinatus ingår i släktet Baryconus och familjen Scelionidae. Inga underarter finns listade.